# Caulotops puncticollis
Caulotops puncticollis är en insektsart som beskrevs av Ernst Evald Bergroth 1898. Caulotops puncticollis ingår i släktet Caulotops och familjen ängsskinnbaggar. Inga underarter finns listade i Catalogue of Life.